# Burg Grafendahn
Die Burg Grafendahn ist die Ruine einer mittelalterlichen Felsenburg und Bestandteil der Dahner Burgengruppe im südlichen Pfälzerwald, dem deutschen Teil des Wasgaus (Rheinland-Pfalz).

## Geographie
Die Reste der Burg stehen auf etwa 316 m knapp 1 km östlich der Stadt Dahn auf dem 323,1 m hohen Schlossberg. Die Anlage gehört als mittleres Element zur Dahner Burgengruppe, zu der nach Südwesten noch die Burg Tanstein und nach Nordosten die Burg Altdahn zählen. Die drei Burgen wurden zwar nicht gleichzeitig, aber in enger räumlicher Nachbarschaft auf dem Rücken eines einzigen Berges errichtet. Eine ähnliche Form des Burgenbaus ist z. B. auch in den Vogesen im oberen Elsass bei den Drei Exen zu finden.
Weitere Sehenswürdigkeiten in der Nähe sind u. a. die Burg Neudahn und der Naturfelsen Jungfernsprung.

## Geschichte
Die Burg Grafendahn wurde 1287 durch Konrad von Mursel erbaut, der Lehnsmann der Bischöfe von Speyer und ein Enkel des Friedrich von Dahn (siehe Geschichte von Burg Altdahn) war. Grafendahn war von Beginn an als Ganerbenburg konzipiert. Bereits 1288 gab es neben Konrad Mursel fünf weitere Ganerben, darunter auch die Grafen von Sponheim. Im Jahre 1339 erwarb Graf Johann II. von Sponheim von den verschiedenen Parteien (u. a. Wilhelm von Winstein, Konrad Mursels Schwiegersohn) sämtliche Anteile an der Anlage und wurde so zum alleinigen Eigentümer.
Nachdem die Burg noch 1425 stärker befestigt worden war, ging sie 1437, als das Geschlecht der Sponheimer mit dem Tod Johanns V. ausstarb, durch Erbvertrag in den Besitz der Markgrafen von Baden über. Doch die Befestigungen waren nicht stark genug, um einer Belagerung durch Kurfürst Friedrich den Siegreichen zu widerstehen; 1462 nahm er die Burg ein und zerstörte sie. Ein systematischer Neuaufbau erfolgte offenbar nicht. Im Jahr 1480 erhielt Hans von Trotha, der schon Lehnsnehmer der Burg Berwartstein war, vom Kurfürsten auch Grafendahn zum Lehen und machte es 1485 durch Kauf zu seinem Eigentum. Allerdings wurde die Burg bereits um 1500 als „unbewohnbar“ bezeichnet.
Bis 1637 war die ruinöse Burg dann im Besitz der Herren von Fleckenstein. 1642 wechselte sie in den Besitz der Schenke von Waldenburg, wo sie rund 150 Jahre lang verblieb. 1793 fiel die Anlage zurück in die ursprüngliche Lehnshoheit des Hochstifts Speyer, das die Burg anschließend nicht mehr neu als Lehen vergab.

## Anlage
Die Burg Grafendahn erhebt sich als kleinste der drei Burgen auf dem mittleren der fünf Burgfelsen. Die Bebauung der Oberburg erscheint heute, weil später moderne Brüstungsmauern errichtet wurden, etwas unklar. Im Westen der Oberburg befinden sich die markanten Reste einer Schildmauer, die gegen Burg Tanstein errichtet wurde. Sie wurde aus Buckelquadern erbaut. Teile sind noch in originaler Höhe erhalten. An die Schildmauer angelehnt befand sich ein kleiner Palas sowie weitere Wohngebäude.
Von der Unterburg, die sich auf zwei schmalen Felsterrassen befand, sind mehrere in den Sandsteinfelsen gehauene Kammern, Viehtränken und ein Brunnenschacht erhalten. In einem wiederaufgebauten Stallgebäude befindet sich seit 1987 das Burgmuseum.

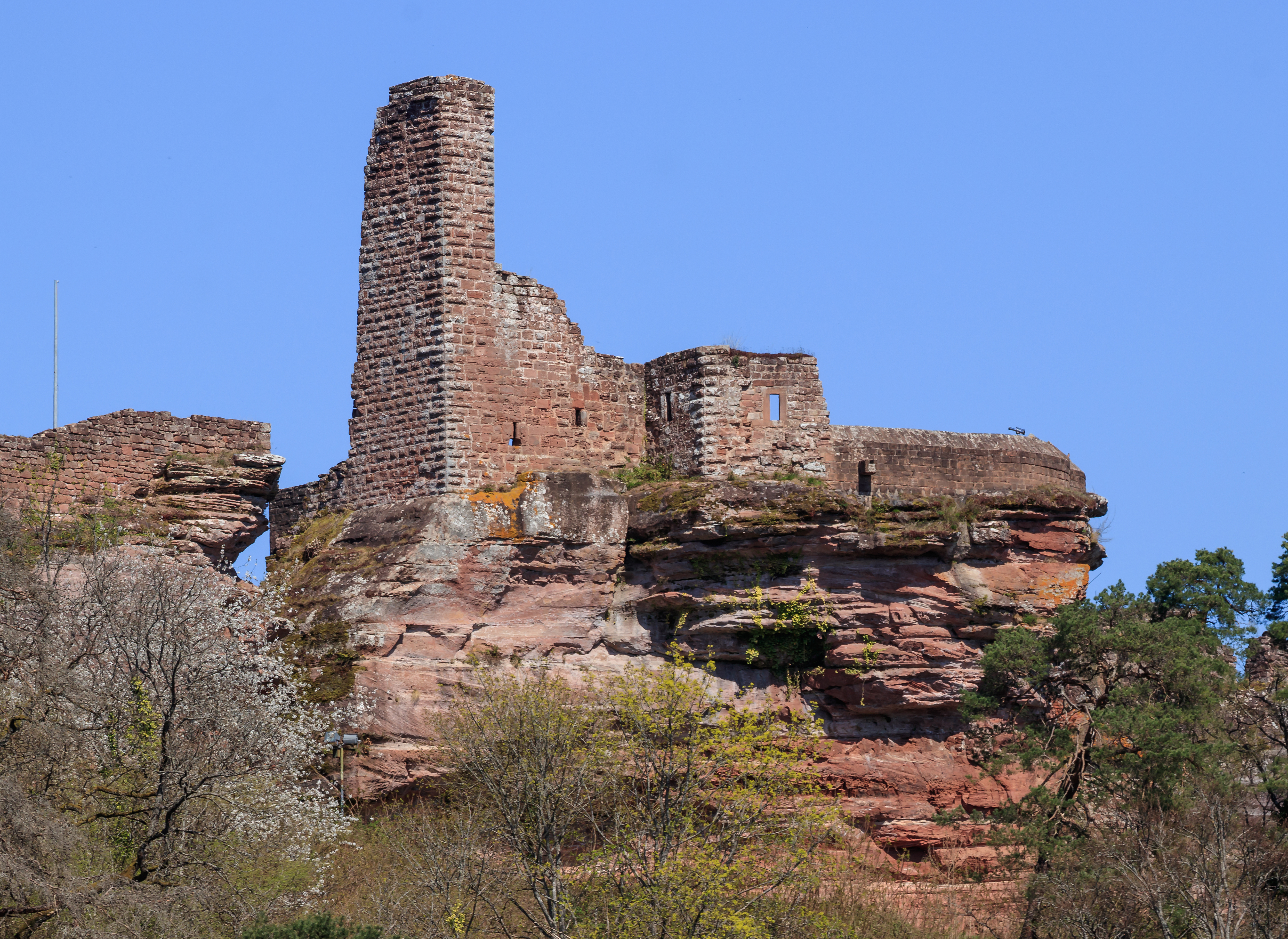
Blick von Süden
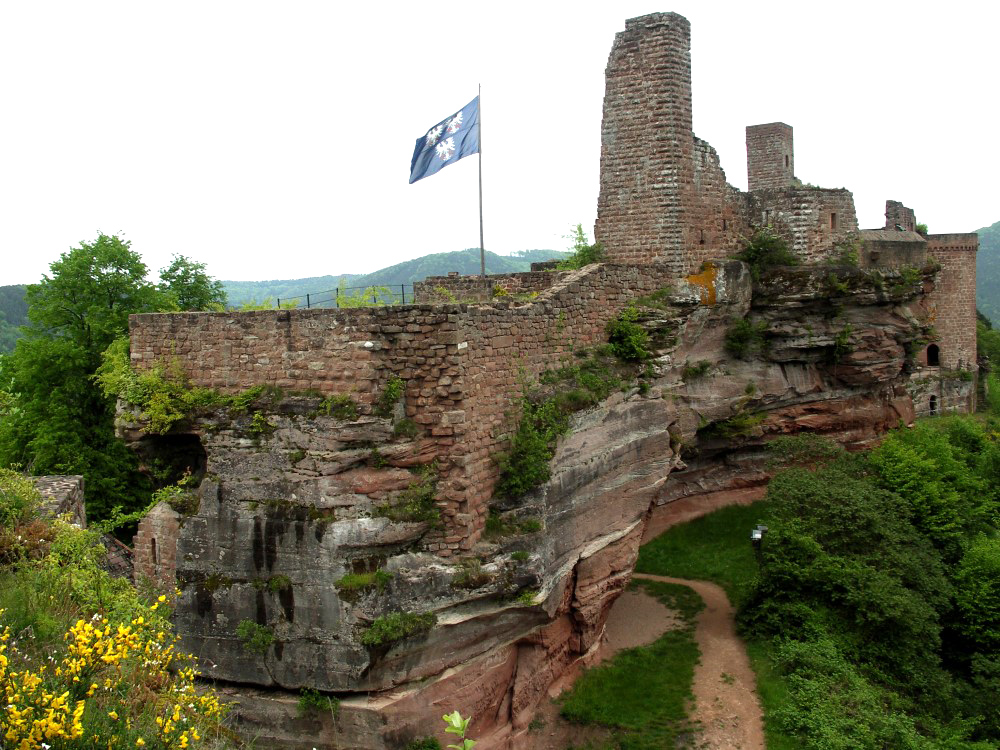
Blick von Tanstein nach Nordosten über Grafendahn nach Altdahn
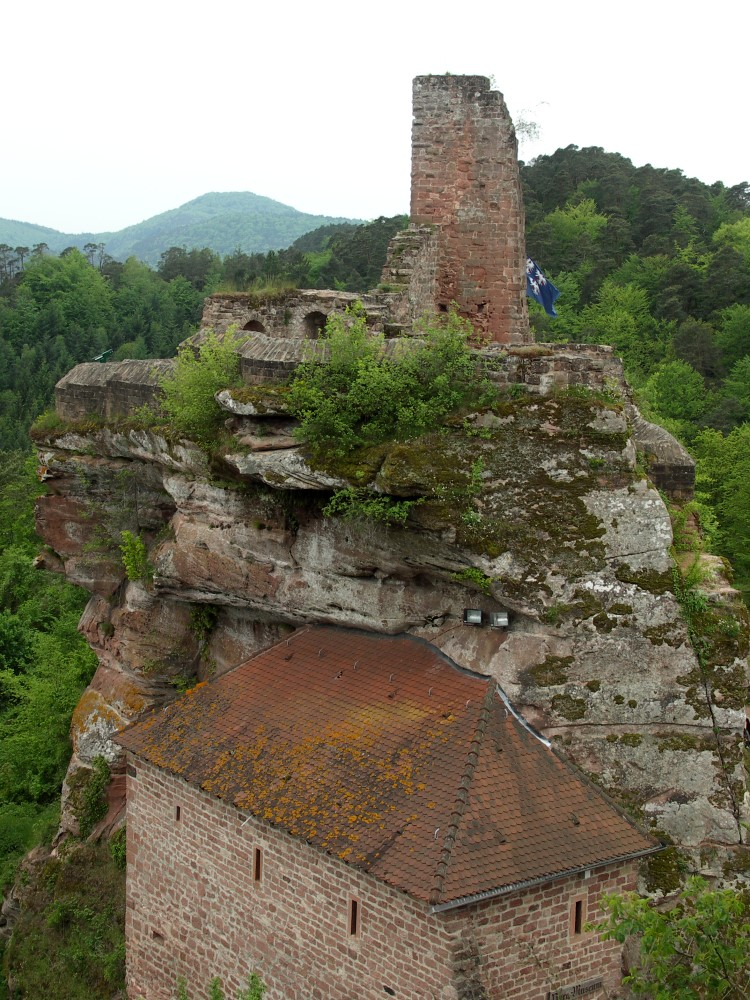
Blick von Altdahn auf Grafendahn
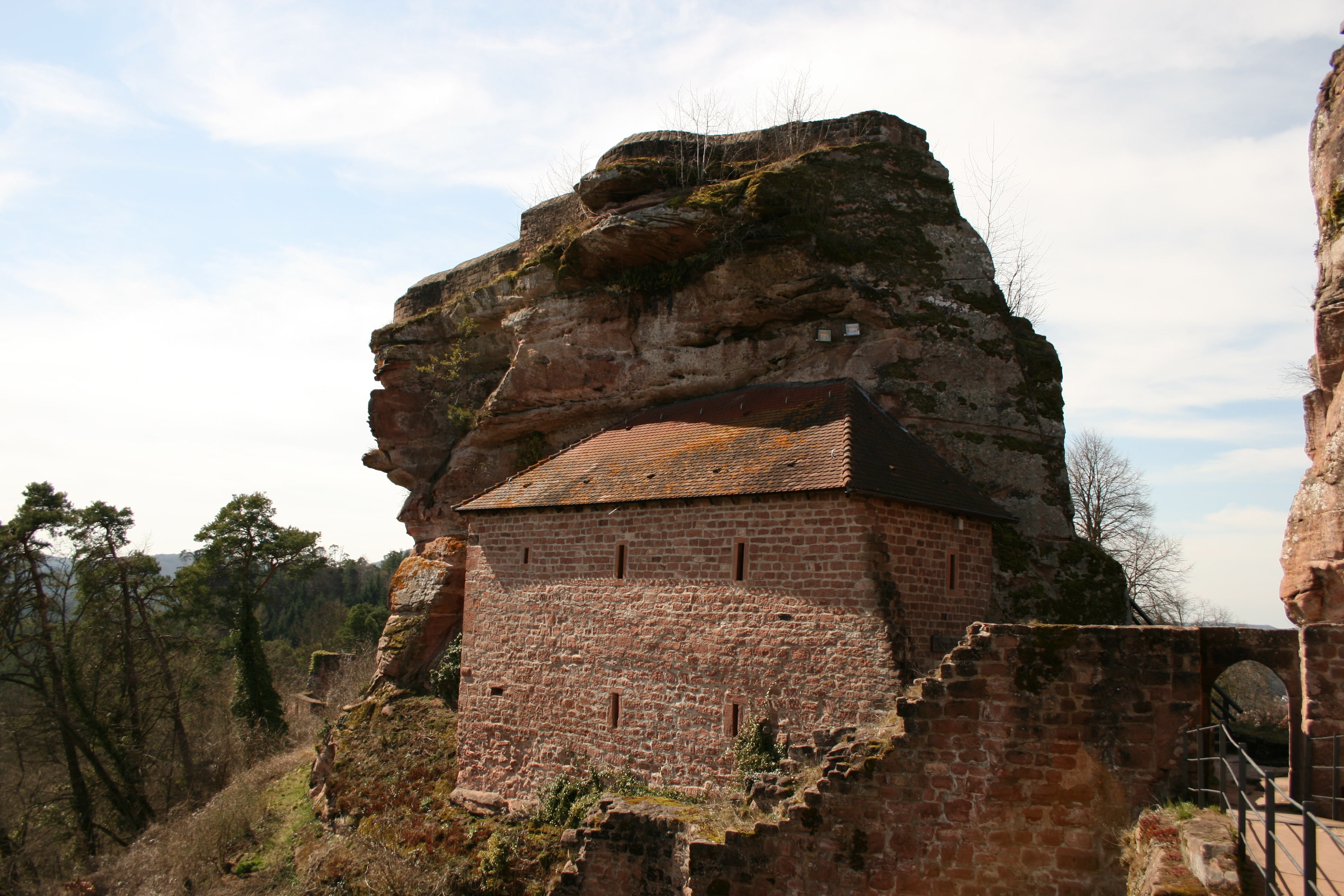
Burgfelsen von Grafendahn (aus Osten), vorne das Burgmuseum
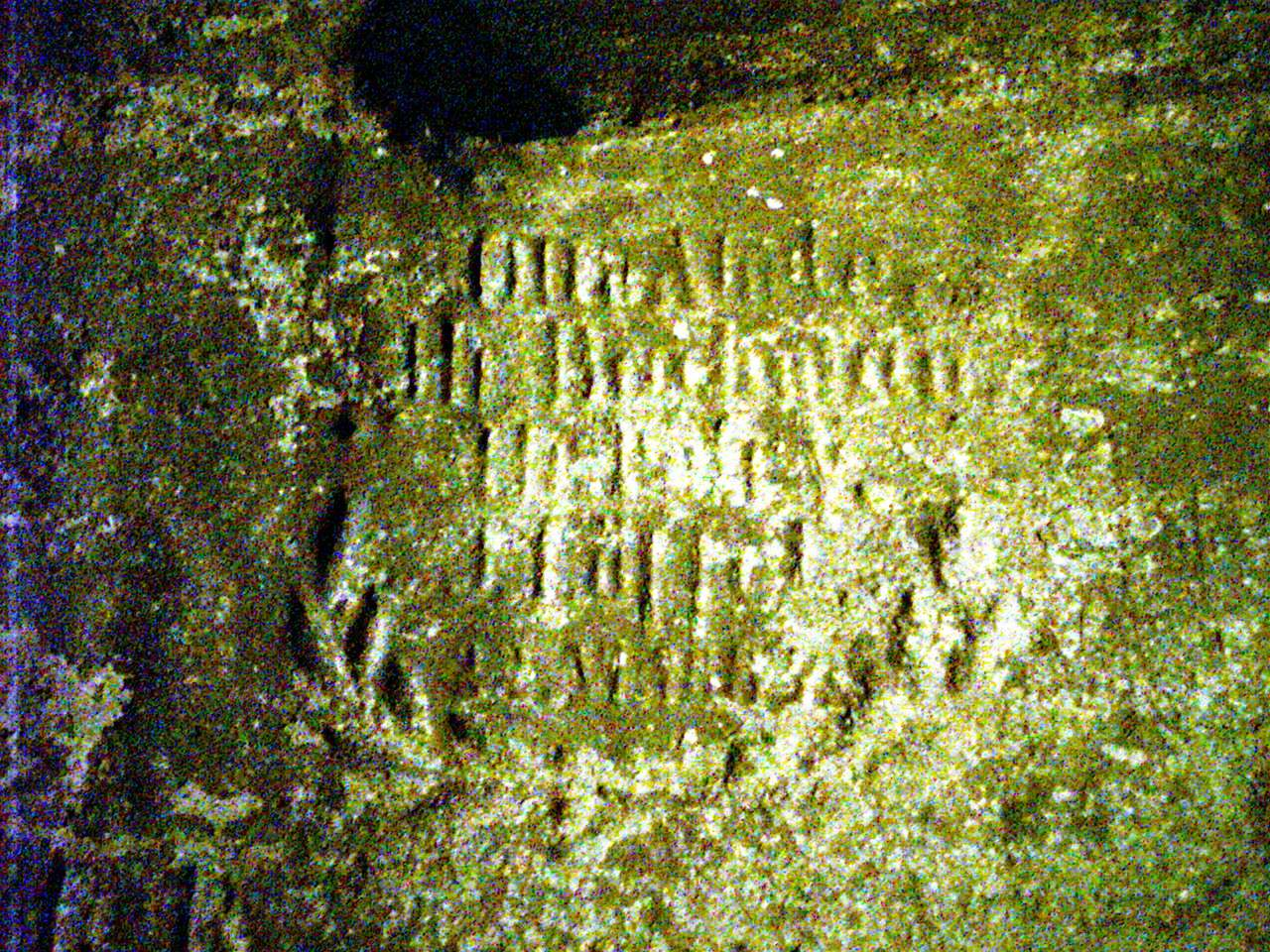
Eingemeißelte Inschrift an einer Mauer der Burg Grafendahn